# 利娜·弗兰泽塞
利娜·弗兰泽塞（義大利語：Lina Franzese，？—），意大利女子田径运动员。她曾代表意大利参加1976年和1980年夏季残疾人奥林匹克运动会田径比赛，获得二枚金牌和二枚银牌。